# Nació Huron-Wendat

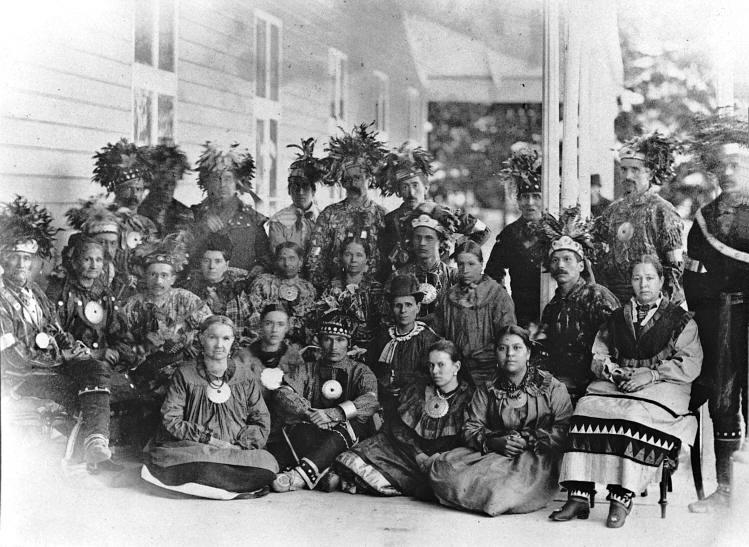
Grup Huron-Wendat group de Wendake (Lorette) a Spencerwood, ciutat de Quebecy, 1880

La Nació Huron-Wendat és una Primera Nació Huron-Wendat amb comunitat i reserva a Wendake (Quebec), un municipi actualment envoltat per la ciutat de Quebec al Canadà. En francès, usat per la majoria de membres de la Primera Nació, són coneguts com la Nation Huronne-Wendat.
En 2006 es van redescobrir documents històrics de 1824. Mostraven que una gran porció de terra anomenada "Seigneurie de Sillery" (actualment part de la ciutat de Quebec) fou venuda als hurons en 1792 pels Jesuïtes. Això suggereix que els Huron-Wendat tenen una reclamació contemporània d'aquesta valuosa terra.